# Glaucina alboceptata
Glaucina alboceptata là một loài bướm đêm trong họ Geometridae.